# Sumitomo Heavy Industries
Sumitomo Heavy Industries, Ltd. (japanisch 住友重機械工業株式会社, Sumitomo jūkikai kōgyō kabushiki kaisha) ist ein japanisches Maschinenbauunternehmen.

## Übersicht
Das Unternehmen wurde 1888 als Kōsakugata (工作方) gegründet, um für die Kupfermine Besshi (別子銅山, Besshi dōzan) Maschinen zu warten und zu reparieren.
1934, knapp 50 Jahre später, erreichte das Unternehmen als Sumitomo Kikai Seisaku K.K. (住友機械製作株式会社, dt. Sumitomo Maschinenproduktion, engl. Sumitomo Machinery Co., Ltd.) ein enormes Wachstum durch die Entwicklung von eigenen Maschinen und Anlagen für die Stahl- und Transportindustrie. 1940 erfolgte die Umbenennung in Sumitomo Kikai Kōgyō K.K. (住友機械工業株式会社, dt. Sumitomo Maschinenbau), 1945 in Shikoku Kikai Kōgyō K.K. (四国機械工業株式会) und 1952 wieder zurück in Sumitomo Kikai Kōgyō K.K.
1969 fusionierte die das Unternehmen mit der Uraga Senkyo (浦賀船渠, dt. Uraga Dock, engl. Uraga Heavy Industries Co., Ltd.) zur Sumitomo Heavy Industries, Ltd. In den Folgejahren setzte das Unternehmen seine Expansion in neue Märkte fort. Heute reicht das umfangreiche Produktspektrum von Spritzgussmaschinen über Lasersysteme und SMT-Automaten, Waffen (z. B. das Sumitomo NTK-62 als Standardmaschinengewehr der JSDF) bis hin zu Flüssigkristall-Fertigungsanlagen.
2003 bündelte Sumitomo Heavy Industries das Geschäftsfeld Antriebstechnik unter der Marke Sumitomo Drive Technologies. 
2011 kaufte das Unternehmen die Industriegetriebesparte von Hansen Transmissions, Hansen Industrial Transmissions, auf.
Mitte Februar 2025 gab das Unternehmen die Aufgabe der Schiffbausparte nach dem Abarbeiten der restlichen Neubauaufträge bekannt.